# منتزه ومحمية بحيرة كلارك الوطنية
منتزه ومحمية بحيرة كلارك الوطني (بالإنجليزية: Lake Clark National Park and Preserve) هو عبارة عن حديقة وطنية أمريكية تقع في جنوب غرب ألاسكا، على بعد حوالي 100 ميل (160 كم) جنوب غرب أنكوريج. تم إعلان الحديقة لأول مرة كنصب تذكاري وطني في عام 1978، ثم تم تحويلها إلى متنزه ومحمية وطنية عام 1980 بموجب قانون ألاسكا الوطني للحفاظ على الأراضي. تضم الحديقة العديد من الجداول والبحيرات الحيوية لصيد سمك السلمون في خليج بريستول، بما في ذلك بحيرة كلارك التي تحمل الاسم نفسه. يمكن متابعة مجموعة متنوعة من الأنشطة الترفيهية في المتنزه على مدار العام. تحمي الحديقة الغابات المطيرة على طول خليج كوك، السهل الألبي، الأنهار الجليدية، البحيرات المتجمدة، الأنهار الرئيسية الحاملة لسمك السلمون، وبركانان في جبل ريدوبت وجبل إيليامنا.
يعتبر بركان جبل ريدوبت نشطًا، حيث اندلع في عامي 1989 و2009. ويعني التنوع الكبير للأنظمة البيئية في المتنزه أنه يمكن رؤية جميع حيوانات ألاسكا الرئيسية، البرية والبحرية، في المنتزه وحوله. يلعب السلمون، وخاصة السلمون الأحمر، دورًا رئيسيًا في النظام البيئي والاقتصاد المحلي. تنجذب أعداد كبيرة من الدببة البنية لتتغذى على أسماك السلمون التي تتكاثر في نهر كيجيك وفي جدول السلمون الفضي. تعتبر مشاهدة الدب نشاطًا شائعًا في الحديقة.
لا توجد طرق تؤدي إلى المنتزه، والذي لا يمكن الوصول إليه إلا من خلال القوارب أو الطائرات الصغيرة، وعادةً ما يتم استخدام الطائرات العائمة. المنطقة الرئيسية المستقرة في المتنزه والمحمية هي ميناء ألسورث على بحيرة كلارك. توجد خمس مستوطنات أخرى بالقرب من المتنزه، مأهولة بشكل رئيسي من قبل سكان ألاسكا الأصليين. قبل إنشاء المتنزه، كانت الأكواخ المعزولة منتشرة في جميع أنحاء المنطقة، أكثرها شهرة مملوكة لريتشارد بروينكي، الذي تم إنتاج أفلام توثق حياته في منطقة بحيرات التوأم في ألاسكا عبر فيلم "وحيد في البرية" الذي تم إنتاجه في عام 2003.
أعلن الرئيس جيمي كارتر بحيرة كلارك كنصب تذكاري وطني بموجب قانون الآثار في 1 ديسمبر 1978. وتم تغيير وضع بحيرة كلارك إلى حديقة ومحمية وطنية في عام 1980 من قبل الكونجرس، وحوالي ثلثيها تم تعيينها كمنطقة برية. في حين يُسمح بكل من الرياضة في أراضي المحمية الوطنية، ولا يُسمح بصيد إلا للسكان المحليين داخل الحديقة الوطنية.